# Muzeum Londýna
Muzeum Londýna (Museum of London) je muzeum zaměřené na historii Londýna od paleolitu do současnosti. Nachází se v budově ze 70. let 20. století poblíž Barbican Centre, asi 10 minut chůze od katedrály svatého Pavla v City. Je řízeno správním orgánem City City of London Corporation.
Muzeum bylo otevřeno v roce 1970 a obsahuje sbírky, které byly původně umístěny v Guildhall i z jiných zdrojů. Muzeum Londýna je zodpovědné za organizaci vykopávek v rámci Londýna.
Obsahuje několik výstavních sálů obsahujících originální artefakty, modely, obrazy a nákresy. Zachycuje sociální a ekonomickou historii města s důrazem na městskou výstavbu. Od roku 2004 je muzeum zapojeno do dlouhodobého programu doplnění stálé expozice o specializované výstavy. Rovněž byla doplněna část zachycující prehistorický Londýn (London Before London). Největším lákadlem muzea je slavnostní kočár starosty City. Poblíž muzea je možno vidět zbytky původních londýnských hradeb.
V roce 2003 muzeum otevřelo pobočku v Docklands – Museum in Docklands. Nachází se v budově doku z 19. století poblíž Canary Wharf na ostrově Isle of Dogs. Tato pobočka zachycuje historii sociálního a ekonomického rozvoje Docklands.